# Anthony Watson
Anthony Watson (1933 i Winton, Southland - 6. marts 1973 i Dunedin, New Zealand) var en newzealandsk komponist, lærer og bratschist.
Watson blev uddannet på Southland Boys Highschool og Otago University College i bratsch og komposition (1955). 
Han har skrevet orkesterværker, tre strygerkvartetter, koncertstykke for klaver og violin og kammermusik. Watson spillede som bratschist i bl.a. New Zealand´s National Orkester (1958-1969), og NZBC Concert Orchestra (1970-1971). Han underviste privat i Dunedin (1972-1973). 

## Udvalgte værker
- 3 Strygekvartetter
- Koncertstykke - for klaver og violin
- Prelude and Allegro - for strygeorkester
- Sonate - for bratsch
- 3 Bagateller - for violin, bratsch, cello og fagot